# Asociación Mexicana de Estudios sobre Cannabis
Asociación Mexicana de Estudios sobre Cannabis (AMECA), Sociedad civil mexicana sin fines de lucro con sede en la Ciudad de México, se dedica a recopilar, estudiar y difundir información científica y sustentada sobre la planta de la cannabis. Dicha asociación organiza año con año una marcha por un cambio en las leyes que prohíben la cannabis, en mayo de 2007 celebra su séptima edición, sumándose al
Día Mundial por la Liberación de la Mariguana.